# Märkische Fußballmeisterschaft 1909/10

FC Tasmania Rixdorf – Märkischer Fußballmeister 1910

Die märkische Fußballmeisterschaft 1909/10 war die neunte unter dem Märkischen Fußball-Bund (MFB) ausgetragene Fußballmeisterschaft. Die Meisterschaft wurde in dieser Saison in einer Gruppe mit neun Mannschaften im Hin- und Rückspiel ausgespielt. Am Ende setzte sich der FC Tasmania Rixdorf durch und wurde somit zum zweiten Mal Märkischer Fußballmeister.
Eine Änderung gab es in dieser Saison zur Ermittlung des Berliner Teilnehmers an der deutschen Fußballmeisterschaft. Der Meister des Verbandes Berliner Ballspielvereine (VBB) war automatisch qualifiziert, die Meister der Verbände Berliner Ballspiel-Bund und Verband Berliner Athletik-Vereine spielten mit dem Märkischen Meister um den zweiten Startplatz. Nach dem Tasmania Rixdorf im Halbfinale ein Freilos zog, spielte die Mannschaft gegen den Berliner Sport-Club im Finale, gewann dieses Spiel mit 4:1 und qualifizierte sich somit für die deutsche Fußballmeisterschaft 1909/10. Dort musste Tasmania zuerst in eine nochmalige Ausscheidungsrunde antreten, der SV Prussia-Samland Königsberg war der Gegner und wurde auswärts mit 5:1 geschlagen. Im Viertelfinale trafen die Berliner dann auf den VfR 1897 Breslau, auch dieses Spiel gewannen die Berliner mit 2:1. Im Halbfinale wartete Holstein Kiel auf die Berliner. In dem in Hamburg ausgetragenen Spiel hatte Tasmania keine Chance gegen die spielstarken Kieler und die Berliner verloren das Halbfinale mit 0:6. Dennoch war das Erreichen des Halbfinales der größte Erfolg für einen Verein aus dem Märkischen Fußball-Bund bei der deutschen Fußballmeisterschaft.

## Abschlusstabelle 1. Klasse
| Pl. | Verein                               | Sp. | Punkte |
| --- | ------------------------------------ | --- | ------ |
| 1.  | FC Tasmania Rixdorf (M)              | 16  | 28:40  |
| 2.  | BFC Vorwärts 1890                    | 16  | 23:90  |
| 3.  | BFC Berolina 1901                    | 16  | 23:90  |
| 4.  | SV Norden-Nordwest 1898              | 16  | 16:16  |
| 5.  | FC Viktoria 1899 Spandau             | 16  | 16:16  |
| 6.  | SC des Westens 1897 Charlottenburg   | 16  | 12:20  |
| 7.  | SC Teutonia 99 Berlin                | 16  | 09:23  |
| 8.  | SC Germania Spandau 1904             | 16  | 08:24  |
| 9.  | Lichtenberger SC Frisch Auf 1901 (N) | 16  | 08:24  |

| (M) | Titelverteidiger |
| (N) | Aufsteiger       |

## Abschlusstabelle 2. Klasse
Es sind bisher nur die Platzierungen bekannt.
| Pl. | Verein                               | Sp. | Punkte |
| --- | ------------------------------------ | --- | ------ |
| 01. | BSC Eintracht 1901                   | 0   | 0:0    |
| 02. | Friedrichsberger SC Brandenburg 1902 | 0   | 0:0    |
| 03. | SC Wacker 1904 Tegel                 | 0   | 0:0    |
| 04. | Hertha 1906 Weißensee                | 0   | 0:0    |
| 05. | Rixdorfer FC Normannia 1895          | 0   | 0:0    |
| 06. | Schöneberger TuFC Sportlust 1904     | 0   | 0:0    |
| 07. | Spandauer SC Germania 1895           | 0   | 0:0    |
| 08. | FC Deutschland Lichtenberg           | 0   | 0:0    |
| 09. | SC Olymp Berlin                      | 0   | 0:0    |
| 10. | BSC Eintracht 1901 Weißensee         | 0   | 0:0    |